# Kettling
Kettling (termo inglês derivado do alemão kessel; em português, 'caldeira' ou 'chaleira') é uma tática policial usada para controlar multidões durante manifestações de protesto. Envolve a formação de  largos cordões de policiais que se movem e empurram a multidão para confiná-la dentro de uma determinada área. Os manifestantes são impedidos de sair do cerco durante um intervalo de tempo arbitrado pela polícia - e que pode durar horas, sem que se possa ter acesso a alimento, água ou sanitários. Eventualmente, pode ser criada uma única opção de saída, devidamente controlada.

## Histórico
A tática foi utilizada pela primeira vez em 1986, na cidade alemã de Hamburgo. Naquele ano, ocorrera o desastre de Chernobyl e aconteciam vários protestos contra a construção de usinas nucleares na Alemanha. Numa dessas manifestações, realizada em Hamburgo, a polícia manteve oitocentos manifestantes cercados durante treze horas. O episódio ficou conhecido como Hamburger Kessel ('Caldeira de Hamburgo'). Mais recentemente, a mesma tática também tem sido usada para conter manifestantes  em   cidades  como Londres, Madri  e Toronto.

## Controvérsia
A tática suscitou muita controvérsia, não apenas porque simples espectadores dos protestos acabavam por ser detidos juntamente com manifestantes pacíficos e jornalistas. O Tribunal Administrativo de Hamburgo, julgou  ilegal a ação policial de 1986, considerando o desrespeito à liberdade de reunião e o cerceamento da liberdade (cárcere privado) das 861 pessoas que ficaram encurraladas por horas. Quando a tática foi usada  pela Polícia Metropolitana de Londres em 2001, também foi condenada pelos tribunais britânicos. No entanto, em decisão de 2012, o Tribunal Europeu dos Direitos Humanos julgou legal o emprego do kettling nos protestos londrinos de 2001. A controvérsia continua no Reino Unido onde a polícia continua a defender o uso do kettling.

## Uso dokettlingno Brasil
Na noite de 22 de fevereiro de 2014, durante um protesto pacífico contra a realização da Copa do Mundo 2014 no Brasil, a Polícia Militar do Estado de São Paulo fez uso do kettling, alegando a necessidade de reprimir a ação de integrantes do black bloc.
O Coronel PM Celso Luiz Pinheiro comandou a operação e considerou-a um sucesso, conquanto admitisse que os 1500 manifestantes não haviam cometido atos de depredação ou violência.  Segundo a percepção do coronel, havia iminência de quebra da ordem. No interior da área cercada por 2.300 policiais, foram amontoadas centenas de pessoas aparentemente sem ligação com o black bloc, bem como jornalistas que faziam a cobertura da manifestação. Na sequência, 262 pessoas, consideradas "suspeitas", foram arrastadas para fora do cerco e levadas a diferentes distritos policiais. Um jornalista foi agredido pelos policiais por filmá-los em ação.
Segundo Geraldo Santamaria Neto, do grupo Advogados Ativistas, o cerco foi ilegal. Segundo ele, houve abuso de autoridade por parte dos policiais, que também causaram lesões corporais aos manifestantes.
Durante as manifestações contra a Copa do Mundo em Belo Horizonte, a PM fez uso do kettling. A primeira vez foi no dia 14 de junho, quando cerca de 500 manifestantes ficaram retidos por cerca de cinco horas na praça sete. A segunda vez foi no dia 17 de Junho, quando outros 500 manifestantes foram retidos na praça da Savassi. Já a terceira foi no dia 28 de junho, quando, novamente na praça sete, cerca de 150 manifestantes foram retidos por horas.
Apesar de movimentos sociais terem conseguido liminar contra tal prática pela PM , ela foi derruba no dia seguinte pelo Tribunal de Justiça de Minas Gerais  e a prática persistiu.